# Нецер, Эхуд
Эхуд Нецер (Нетцер, родился 13 мая 1934 года в Иерусалиме, скончался 28 октября 2010 года там же) — израильский археолог и архитектор, специалист по археологии иродианского периода и римской архитектуре.
Нецер учился с 1954 по 1958 год архитектуре в Технионе в Хайфе, а затем работал до 1962 года в архитектурной фирме. Затем он получил докторскую степень с 1972 по 1978 год в Еврейском университете в Иерусалиме. Тема диссертации: «Архитектурный и археологический анализ иродианских построек Иерихона и Иродиона». Архитектор Института археологии Иерусалимского университета (1969—1981), преподаватель (1981—2001), профессор археологии (2001—2010). Основоположник направления, изучающего архитектурные проекты хасмонейского и иродианского времени, исследователь пустынных крепостей — дворцов, древних синагог, набатейской архитектуры.
В качестве архитектора вместе с Э. Дунаевским принимал участие в работах экспедиций Игаэля Ядина в Хацоре (1956) и на Масаде (1963—1965), и исследованиях М. Дотана в Тверии (1961) и Ашдоде (1962). Участвовал в архитектурном планировании и реставрации Еврейского квартала Старого Иерусалима (1968-70) и других исторических районов города.
На протяжении почти 50 лет возглавлял археологические экспедиции, работавшие на всех главных археологических памятниках, связанных с именем Ирода Великого: в Кесарии Приморской (1975—1976, совместно с И. Л. Левином; 1990—1992, совместно с К. Глиссон и Б. Бёррел), в Иерусалиме (1972, 1977, совместно с С. Бен Арье), Иерихоне (1972—1987), Кипросе (1974—1975, совм. с Э. Дамати), неоднократно возвращался в крепости Масаду (1989, 1995—1997, совместно с Г. Штибелем) и Иродион (1997—2000, 2005—2007). Возглавлял также раскопки в Сепфорисе в Галилее (1985—1989, совместно с Э. и К. Маерс; 1990—1994, совместно с З. Вайсом) и Баниасе.
Раскопки Нижнего Иродиона, первого крупного иродианского памятника, исследовавшегося Нецером (с перерывами, с 1972 по 1987 гг.), выявили дворцовые здания у подножья искусственного холма, парадные и хозяйственные помещения, сложную систему водосборников, бани и фонтаны. Было также обнаружено несколько построек византийского периода, в том числе. три ранние базиликальные церкви.
В Иерихоне, на берегах ручья Вади Кельт, Нецером был раскрыт монументальный дворцовый комплекс, последовательно возводившийся на этом месте Хасмонеями, а затем, с несколькими перестройками, Иродом. В Кесарии Приморской экспедицией Нецером был обнаружен дворец, выстроенный на выдающемся в море мысе. Это здание, выстроенное Иродом, впоследствии служило резиденцией римских прокураторов (Деян. 23:35).
Особый интерес для Нецера представляла тема архитектурного планирования основных городских центров Иудеи (Иерусалима, Кесарии Приморской, Себастии) в период активной романизации, использования новых для провинции строительных и декорационных технологий, а также изучение иродианских крепостей-дворцов (Масада, Кипрос, Дукка, Александрион).
Начиная с 2000 г. Нецер неоднократно возвращался в Иродион, рассчитывая обнаружить гробницу царя Ирода (ИВ, I. 33. 9). В 2007 г. экспедиция (совместно с Р. Поратом, Я. Кальманом и Р. Чачи-Лорис), выявила остатки царского мавзолея на склоне холма, погребённые эрозией крупные архитектурные детали: обломки капителей и фризов, остов каменной лестницы, ведущей на вершину Иродиона. Вскоре были найдены фрагменты трех каменных саркофагов, украшенных резьбой, двух из белого известняка и одного — из красного, разбитых на множество частей. Постепенно начали вырисовываться контуры трехъярусного мавзолея, напоминающего монументальные гробницы Иерусалима того времени. Рядом был обнаружен небольшой театр с царской ложей, расписанной в технике секко и украшенной лепниной, и множество других помещений.
Нецер трагически погиб в октябре 2010 г., упав с большой высоты в кавею раскопанного его экспедицией иродианского театра. Археологические работы в Иродионе продолжают его коллеги и ученики.
Десятки лет преподававший в Иерусалимском университете, Нецер был учителем нескольких поколений израильских археологов. Автор популярных книг, переведенных на несколько европейских языков, он был хорошо известен и широкой публике.

## Труды
- Greater Herodium. Qedem 13. Institut of Archaeology, Jerusalem 1981
- Masada 3: The buildings: stratigraphy and architecture. Jerusalem 1991. ISBN 965-221-012-9
- Die Paläste der Hasmonäer und Herodes’ des Großen, Zabern, Mainz 1999 (Antike Welt, Sonderheft; Zaberns Bildbände zur Archäologie) ISBN 3-8053-2011-6
- Nabatäische Architektur. Insbesondere Gräber und Tempel, Zabern, Mainz 2003 (Antike Welt, Sonderheft; Zaberns Bildbände zur Archäologie) ISBN 3-8053-2913-X
- The architecture of Herod, the great builder, Mohr Siebeck, Tübingen 2006 (Texts and studies in ancient Judaism, Bd. 117) ISBN 3-16-148570-X